# Jérôme Chappellaz
Jérôme Chappellaz, né le 22 décembre 1964 à Lyon (Rhône), est un scientifique français, directeur de recherche au CNRS, et Professeur à l'Ecole polytechnique fédérale de Lausanne (EPFL) depuis novembre 2022.
De mars 2018 à mars 2022, il était le directeur de l'Institut polaire français Paul-Émile-Victor (IPEV).
Géochimiste, glaciologue et paléoclimatologue, il a reconstitué l'évolution passée des gaz à effet de serre (notamment du méthane) dans l'atmosphère grâce à l'analyse des carottes de glace, démontrant leur lien intime avec l'évolution du climat terrestre et identifiant les causes humaines de leur augmentation récente.
Chevalier de l'ordre national de la légion d'honneur et de l'ordre national du mérite, ses travaux ont été récompensés en particulier par la médaille de bronze et la médaille d'argent du CNRS.

## Jeunesse et études
Issu d'une famille d'artisans savoyards, Jérôme Chappellaz s'intéresse très jeune à la volcanologie en lisant les ouvrages d'Haroun Tazieff,,.
À l'université, il étudie la géologie, la géophysique et la géochimie. Conduisant son Diplôme d'études approfondies (DEA) puis sa thèse de doctorat à l'université Joseph Fourier de Grenoble, au sein du Laboratoire de glaciologie et géophysique de l'environnement dirigé par le glaciologue Claude Lorius, il s'intéresse à la glaciologie et met au point une technique expérimentale permettant d'analyser la teneur en méthane dans les bulles d'air piégées naturellement dans la glace polaire. Il obtient ainsi le premier enregistrement de ce gaz à effet de serre couvrant un cycle glaciaire-interglaciaire complet, soit 160 000 ans, montrant une forte variabilité associée aux variations naturelles du climat et révélant en particulier la forte empreinte des cycles de Milanković,,. Il est recruté le 1er octobre 1990 comme chargé de recherche par le CNRS, à l'âge de 25 ans,.

## Apports scientifiques
Jérôme Chappellaz commence sa carrière au CNRS par une année au Goddard Institute for Space Studies (NASA) à New York, dirigé par le professeur James Hansen. Il y réalise le tout premier travail de modélisation du cycle biogéochimique global du méthane atmosphérique en période glaciaire et interglaciaire, révélant le rôle majeur joué par les variations d'étendue des zones marécageuses en particulier en régions tropicales, dans l'évolution naturelle de ce gaz à effet de serre,.
En poursuivant le travail analytique sur les carottes de glace, grâce aux carottages réalisés par les Russes à la base antarctique Vostok ainsi qu'au carottage européen EPICA à la base antarctique Concordia, avec son équipe il étend la reconstruction du méthane atmosphérique sur les derniers 800 000 ans et démontre en particulier que sur cette échelle de temps, les teneurs de ce gaz à effet de serre observées aujourd'hui dans l'atmosphère n'ont aucun équivalent,,,.
En 1995, avec son collègue suisse Thomas Blunier, il initie l'usage des variations rapides du méthane dans la glace naturelle pour établir une chronologie commune des carottes de glace forées au Groenland et en Antarctique, démontrant grâce à ces nouvelles chronologies que lorsque le climat groenlandais se réchauffe brutalement durant une glaciation, celui du continent antarctique se refroidit,, en raison des échanges de chaleur générés par la circulation océanique.
Au cours des années de recherche au sein du LGGE (devenu Institut des géosciences de l’environnement en 2017), il a aussi travaillé sur les évolutions temporelles d'autres gaz à effet de serre dans l'atmosphère ainsi que de leur composition isotopique (afin d'identifier les causes des variations observées), comme le dioxyde de carbone,, le protoxyde d'azote ou le monoxyde de carbone,,.
En 2006, il lance une collaboration avec le Laboratoire interdisciplinaire de physique, pour appliquer la spectrométrie d'absorption OF-CEAS (en) à l'analyse de la glace naturelle. Lauréat d'un projet du Conseil européen de la recherche (ERC),, il poursuit ce champ d'investigation en lançant le design d'une sonde révolutionnaire capable d'analyser la glace in-situ, à l'intérieur d'un glacier, en vue de relever le challenge international "Oldest Ice",,. Avec son équipe, il développe une version océanographique de cette sonde (la sonde SUBOCEAN), permettant de documenter in-situ le méthane dissous dans l'eau de mer, à haute résolution spatiale et temporelle, technologie faisant l'objet désormais d'un brevet européen.
En 2014, il co-initie le projet patrimonial international ICE MEMORY, visant à constituer en Antarctique une réserve de carottes de glace issues de glaciers en cours de disparition, à destination des générations futures de chercheurs,. Jérôme Chappellaz est l'actuel président de la fondation internationale ICE MEMORY.
Il est intervenu comme conseiller scientifique pour le long-métrage et le méta-projet éducatif La glace et le ciel du réalisateur Luc Jacquet,.

## Expéditions polaires
Jérôme Chappellaz a participé à une dizaine d'expéditions en milieux polaires :
- En Antarctique (forage au site de D47 en Terre Adélie, campagne glaciologique à Hercules Névé (en) dans la chaîne trans-antarctique, forage à Talos Dome (en), à 270 km de la station italienne Mario Zucchelli, raid scientifique terrestre entre la base antarctique Vostok et la base antarctique Concordia, forage EXPLORE au Point Barnola,, forage avec l'Australie à Aurora Basin North, à mi-distance entre la base antarctique Casey et la base antarctique Concordia,, forage + prélèvements d'air dans le névé au site LOCK-IN à 135 km de Concordia, base antarctique Concordia et test de la sonde SUBGLACIOR),
- En Arctique (campagne glaciologique sur le glacier de l'île Devon, Arctique canadien, forage international NEEM (en) au Groenland).
En novembre 2019, il a organisé et participé à un déplacement en Antarctique de la ministre chargée de la recherche, Frédérique Vidal, ainsi que du PDG du CNRS, Antoine Petit. Il s'agissait du premier déplacement sur le continent blanc d'un ministre en exercice de la République française,.

## Ouvrages
- Le méthane et le destin de la Terre[42], avec Gérard Lambert, Jean-Paul Foucher et Gilles Ramstein, éditions EDP Sciences (2006)  (ISBN 2868838294)[43]
- Changement climatique : les savoirs et les possibles[44], avec Olivier Godard, Sylvestre Huet et Hervé Le Treut, éditions La Ville Brûle (2010)  (ISBN 9782360120079)
- La glace et le ciel, avec Luc Jacquet, Claude Lorius et Gilles Ramstein, éditions Paulsen (2015)  (ISBN 978291655-2699)

### Préfaces et postfaces
- Sur les origines de l'effet de serre et du changement climatique[45],  Svante Arrhenius, Thomas Chrowder Chamberlin, James Croll, Joseph Fourier, Claude Pouillet, John Tyndall, éditions La Ville Brûle (2010)  (ISBN 9782360120031)
- Conquêtes antarctiques[46], Guy Jacques et Paul Treguer, éditions CNRS (2018)  (ISBN 9782271119025)
- La grand odyssée : une histoire des expéditions polaires françaises[47], Djamel Tahi, Georges Gadioux et Jean-Pierre Jacquin, éditions Paulsen (2019)  (ISBN 2375020766)

## Distinctions
Chevalier de l'ordre national du Mérite (2010) et chevalier de l'ordre national de la légion d'honneur (2021), Jérôme Chappellaz a reçu la Médaille de bronze du CNRS (1993), le Prix Jaffé de l'Académie des sciences (2001), le Prix Descartes de la communauté européenne (en) via le projet EPICA (2008), le Prix Paul Gast de l'European Association of Geochemistry et de la Geochemical Society (2010), le Science Innovation Award et la médaille Nicholas Shackleton de l'European Association of Geochemistry (2013),, la Médaille d'honneur Niels Bohr de l'Université de Copenhague au Danemark (2014),,, et la Médaille d'argent du CNRS (2015). Il appartient à la catégorie des Highly Cited researchers (en), Institute for Scientific Information depuis 2006. Il est Fellow de l'European Association of Geochemistry et de la Geochemical Society (2013) et membre de la Société philomathique de Paris (2016). Il reçoit en 2023 le prix de la Belgica, remis par l'Académie royale des sciences, des lettres et des beaux-arts de Belgique,.